# Isaac Berger
Isaac Berger (Jerusalem, Mandat Britànic de Palestina 1936 – 4 de juny de 2022) va ser un aixecador nord-americà, guanyador de tres medalles olímpiques.

## Biografia
Va néixer el 16 de novembre de 1936 a la ciutat de Jerusalem, població situada en aquells moments en el Mandat Britànic de Palestina.
El 1955 aconseguí la nacionalitat nord-americana.

## Carrera esportiva
Va participar, als 20 anys, en els Jocs Olímpics d'Estiu de 1956 realitzats a Melbourne (Austràlia), on aconseguí guanyar la medalla d'or en la prova masculina de pes ploma (-60 kg.), establint un nou rècord del món a l'aixecar 352.5 quilos. En els Jocs Olímpics d'Estiu de 1960 realitzats a Roma (Itàlia) aconseguí guanyar la medalla de plata en aquesta mateixa prova, un metall que repetí en els Jocs Olímpics d'Estiu de 1964 realitzats a Tòquio (Japó).
Al llarg de la seva carrera ha guanyat sis medalles en el Campionat del Món d'halterofília, dues d'elles d'or; dues medalles d'or en els Jocs Panamericans; i dotze vegades campió dels Estats Units.